# Paul Anderson (calciatore)
Paul Anderson (Melton Mowbray, 23 luglio 1988) è un ex calciatore inglese, di ruolo centrocampista.

## Caratteristiche tecniche
Può giocare su entrambe le fasce, principalmente come ala.

## Carriera

### Club
Inizia la sua carriera nelle giovanili del West Bromwich nel 2002, venendo acquistato immediatamente dall'Hull City. Dopo tre anni trascorsi nell'accademia del club, si aggrega al Liverpool. Il 2006 lo vede in campo nelle giovanili e nella squadra riserve dei Reds, senza fare il salto in prima squadra, cosa che non avverrà perché la società decide di cederlo in prestito allo Swansea City, dove totalizza 11 presenze e 3 reti; al termine del prestito torna al Liverpool e la società decide di cederlo nuovamente in prestito al Nottingham Forest. Nel corso della prima stagione nel nuovo club totalizza 26 presenze segnando 2 reti nella Football League Championship. Nella stagione 2009-2010 la squadra conferma il suo prestito, e il giocatore migliora le sue prestazioni totalizzando 37 presenze segnando 4 reti. Nella stagione successiva il Nottingham Forest lo acquista a titolo definitivo versando al Liverpool 375 000 euro. Nell'anno della conferma fa registrare 36 presenze con 3 reti nella Football League Championship.

### Nazionale
Ha giocato nella nazionale inglese Under-19.

## Palmarès

### Club

#### Competizioni giovanili
- FA Youth Cup: 1

Liverpool: 2005-2006

#### Competizioni nazionali
- Football League One: 1

Swansea City: 2007-2008